# Хени (футболист)
Эухе́нио Суа́рес Са́нтос (исп. Eugenio Suárez Santos; род. 4 февраля 1980, Хихон, Испания), более известный как Хе́ни (исп. Geni) — бывший испанский футболист, нападающий.

## Карьера
Хени начинал карьеру в клубах «Реал Авилес» и «Реал Овьедо». 20 июня 1999 года он дебютировал за «Реал Овьедо», заменив Хайме Фернандеса на 75-й минуте матча чемпионата Испании против «Эспаньола». В своём первом сезоне на взрослом уровне нападающий также провёл 7 игр в составе второй команды астурийцев, отметившись 1 забитым мячом. В следующий раз в футболке «Реал Овьедо» Хени появился в сезоне 2000/01. 28 января 2001 года он забил свой единственный гол в Примере, поразив ворота «Нумансии». Суммарно форвард принял участие в 10 встречах сезона, по итогам которого астурийцы покинули класс сильнейших. Следующие 2 сезона Хени выступал за «Реал Овьедо» в Сегунде, забив 16 голов в 78 матчах турнира. В это время он был не только важным игроком для команды, но и любимцем болельщиков, считавших его будущей клубной иконой.
После очередного понижения астурийцев в классе в 2003 году, Хени принял решение покинуть «Реал Овьедо». Уход нападающего был расценён фанатами как предательство. В сезоне 2003/04 он провёл 29 безголевых игр за свой новый клуб «Райо Вальекано», в итоге опустившийся в Сегунду B. Хени провёл в этой команде ещё 2 года, приняв участие в 71 матче третьей испанской лиги и отметившись в них 26 забитыми мячами. В 2006 году нападающий присоединился к «Реал Хаэн». В составе этого клуба он отыграл 3 сезона, забив 27 голов в 27 встречах Сегунды B. В 2009—2012 годах Хени играл за «Алавес», в 102 матчах третьего дивизиона Испании он отличился 21 раз. Следующие 3 сезона форвард провёл в «Реал Авилес», в 99 встречах Сегунды B забив 11 мячей. Доигрывал Хени в клубе Терсеры «Марино», куда он ушёл после вылета «Реал Авилес» из третьей испанской лиги.

## Личная жизнь
Младший брат Хени, Альберто, тоже был футболистом. Как и Хени, он начинал карьеру в «Реал Овьедо». Братья вместе выступали за «Реал Хаэн» в сезоне 2008/09.